# Chiesa di San Bartolomeo Apostolo (Porto Viro)
La chiesa di San Bartolomeo Apostolo è la parrocchiale di Contarina, frazione di Porto Viro, in provincia di Rovigo e diocesi di Chioggia; fa parte del vicariato di Loreo.

## Storia
La primitiva cappella di Contarina fu eretta nel XVII secolo dai nobili veneziani Contarini, dai quali deriva il nome del paese. questa chiesetta divenne sede parrocchiale il 7 settembre 1665.
L'edificio fu gravemente danneggiato all'inizio del XVIII secolo da una esondazione del Po; si decise, dunque, di riedificarlo ex novo. La chiesa parrocchiale venne ricostruita nel 1726 in stile neoclassico. Nel XIX secolo la chiesa subì un restauro e fu consacrata l'8 settembre 1845 dal vescovo di Chioggia Jacopo De Foretti.
L'interno della struttura venne ridipinto nel 1986, mentre la facciata fu ristrutturata nel 1999. L'edificio fu nuovamente restaurato nel 2019.

## Descrizione

### Esterno
La facciata è a capanna ed è divisa in due ordini da un marcapiano; entrambi gli ordini sono tripartiti da quattro lesene che presentano nel primo ordine un'alta zoccolatura, ed entrambi terminano con capitelli ionici. Centrale nel registro inferiore, il portale d'ingresso con cornici in pietra e timpano triangolare con il blasone vescovile in centro. Il registro superiore presenta nella parte centrale, una lunetta murata.

### Interno
L'interno è a navata unica con campate a travata ritmica, che hanno in quelle più ampie le cappelle laterali. Il presbiterio, a cui si accede da un gradino in marmo, è voltato a crociera e a sua volta chiuso dell'abside semicircolare con due finestre che illuminano il presbiterio.. Opere di pregio qui conservate sono: Scene della vita di San Bartolomeo Apostolo e l'organo, realizzato dalla ditta Callido.